# Kanton Le Lamentin-3
Kanton Le Lamentin-3 is een voormalig kanton van het Franse departement Martinique. Kanton Le Lamentin-3 maakte deel uit van het arrondissement Fort-de-France en telde 11.952 inwoners in 2007. Het werd zoals alle kantons van Martinique opgeheven op 1 januari 2016.

## Gemeenten
Het kanton Le Lamentin-3 omvatte uitsluitend een deel van de gemeente Le Lamentin.